# だって夏じゃない
「だって夏じゃない」(だってなつじゃない)は、日本のバンド、TUBEの通算17作目のシングル。CDコードはSRDL3689。

## 概要
- 前作「夏を待ちきれなくて」に続きオリコンチャート1位を獲得した楽曲であり、JRAのCMソング。
- 売り上げ的にも伸び続けており今作も推計70万枚のセールスの記録。
- 1991年からTUBEは5月に迎夏シングル、7月に盛夏シングルをリリースしており、本作は1993年の盛夏シングルである。[1]
- 表題曲はイントロが春畑道哉のギターソロで始まる楽曲で、サビ直前の歌詞はトランス要素を用いた歌唱であるのが特徴。コーラスには栗林誠一郎が参加している。
- 表題曲でありながら翌年発売のアルバム『終わらない夏に』には収録されなかったため、オリジナルアルバム未収録曲となったが、1996年発売のベストアルバム『TUBEst II』にて初めてアルバムに収録された。
- カップリング曲の「あずけてごらん (本気ヴァージョン)」は、ミニアルバム『Say Hello』に収録されている楽曲の全編前田亘輝ヴォーカルヴァージョンである。このヴァージョンは現在もアルバム未収録で各配信サイトでのダウンロード配信及びサブスクリプション配信も行われていない。

## 収録曲
| 全作詞: 前田亘輝、全作曲: 春畑道哉、全編曲: TUBE。 |                                         |          |            |      |
| #                                                  | タイトル                                | 作詞     | 作曲・編曲 | 時間 |
| 1.                                                 | 「だって夏じゃない」                    | 前田亘輝 | 春畑道哉   | 4:10 |
| 2.                                                 | 「あずけてごらん (本気ヴァージョン)」   | 前田亘輝 | 春畑道哉   | 3:52 |
| 3.                                                 | 「だって夏じゃない (Original Karaoke)」 | 前田亘輝 | 春畑道哉   | 4:10 |
| 合計時間:                                          | 合計時間:                               | 12:12    |            |      |

## 収録アルバム
- TUBEst II (#1)
- Say Hello (#2、原曲)
- MIX TUBE-Remixed by Piston Nishizawa- (#1、ミックスバージョン)
- Best of TUBEst 〜All Time Best〜 (#1)
- 35年で35曲 “夏と恋” ～夏の数だけ恋したけど～（#1、リミックス）
- 35年で35曲 “愛と友” 〜僕のMelody 君のために〜 (#2、原曲のリミックス)
- All Singles TUBEst -Blue- (#1)

## タイアップ
だって夏じゃない
- JRA「サマーGツアーズ」CMソング

## 参加ミュージシャン
- 池田大介：マニピュレート
- 小野塚晃（DIMENSION）：キーボード・コーラス
- 沓野行秀（Riding）：パーカッション
- 栗林誠一郎：コーラス
- 牧穂エミ - ファルセット